# Cissy Jones
Cissy Jones est une actrice américaine.
Travaillant essentiellement au sein du milieu de l'animation et de la scène vidéoludique, elle reçoit en 2017 le BAFTA Games Award du meilleur interprète (en) pour son rôle de Delilah dans le jeu Firewatch (2016) du studio Campo Santo.

## Biographie
Cissy Jones a un diplôme en commerce et en espagnol et a passé les dix premières années après avoir obtenu son diplôme à travailler dans la Silicon Valley. Elle travaille pour une société de capital-risque, plusieurs startups, mais elle ne s'est jamais sentie à sa place.
Elle déclare en 2021 : « Je parlais à mon mari des métiers de rêve et je lui ai dit : « J'ai toujours voulu être une voix dans Les Simpson, ne serait-ce pas si amusant ? » mais je ne savais pas qu'il existait une chose appelée voix off. Je pensais juste que vous deviez être à Hollywood. »,. Environ deux semaines après la discussion, elle entend la comédienne Nancy Cartwright, la voix de Bart Simpson, expliquer ô combien le milieu de la voix off était fantastique. L'actrice mentionne une école situé  dans la région de la baie de San Francisco pour apprendre le métier et Cissy Jones décide de l'appeler le jour-même. Après deux années de cours, elle signe avec un agent et déménage à Los Angeles pour tenter sa chance. Elle revient sur ce changement de carrière : « J'étais tellement malheureuse que je ne pensais pas pouvoir vivre ma vie en faisant ce que je faisais et être épanouie. J’avais 31 ans lorsque j’ai fait le saut, ce qui est une période effrayante pour faire un énorme changement dans votre vie parce que vous avez suivi le chemin de ce que vous êtes censé faire. Pourtant, tout s'est bien passé et j'ai pu regarder en arrière sans aucun regret. »,.
En 2012, elle tient le rôle de Katjaa dans le jeu épisodique pointer-cliquer The Walking Dead. Elle joue plusieurs rôles au sein de la franchise, dont celui de Shel.
Le jeu lui offre l'occasion de rencontrer le scénariste Sean Vanaman qui lui offre des années plus tard le rôle de Delilah dans le jeu Firewatch (2016) du studio Campo Santo. Le jeu suit Henry, un homme qui décide de s'enfuir à la suite d'un drame personnel et décide de devenir garde-parc dans la forêt nationale de Shoshone, n'ayant pour seule compagnie Delilah avec laquelle il communique uniquement avec un talkie-walkie. L'actrice a enregistré ses dialogues pendant environ deux années et n'a jamais rencontré son partenaire de jeu Rich Sommer (en), les enregistrements se faisant sur Skype. Durant la 13e cérémonie (en) des British Academy of Film and Television Arts qui a eu lieu en 2017, elle reçoit le BAFTA Games Award du meilleur interprète (en).
En 2015, elle interprète Joyce Price dans le jeu Life Is Strange. En 2018, elle prête sa voix à la journaliste Lois Lane dans le jeu vidéo Lego DC Super-Vilains qui regroupe de très nombreux personnages de l'univers DC Comics. Elle tient également le premier rôle du jeu Darksiders III dans lequel elle interprète Fury, membre des Cavaliers de l'Apocalypse.
En 2020, elle prête sa voix à la protagoniste du jeu d'aventure Call of the Sea développé par Out of the Blue.

## Filmographie
Sauf indication contraire, les informations mentionnées dans cette section peuvent être confirmées par la base de données cinématographiques IMDb,  présente dans la section « Liens externes ».

### Télévision
- 2016 : Kabaneri of the Iron Fortress : Horobi (doublage - épisode Fangs of Destruction)
- 2017 : Legends of Tomorrow : Dominator Queen (voix, épisode Phone Home)
- 2018-2019 : Naruto Shippuden : Kaguya Ōtsutsuki (doublage)
- 2019 : Cleopatra in Space (en) : Theoda (épisode School Break)
- 2020-2023 : The Owl House : Lilith Clawthorne (19 épisodes)
- depuis 2022 : Transformers: EarthSpark : Elita-1 (7 épisodes)
- courant 2024 :  Ark: The Animated Series (en) : The Gladiatrix

### Film
- 2018 : Suicide Squad : Le Prix de l'enfer : Knockout (en) et l'annonceuse féminine
- 2020 : Dragon Quest: Your Story : Mada (doublage)

### Jeux vidéo
- 2010 : Heroes of Newerth : Sister Death, Manticore, Cosplay Envy
- 2011 : Rift, Storm Legion et Nightmare Tide : Shyla Starhearth, princesse Miela, reine Miela, princesse Isabella, Lady Glasya, Pallas et voix additionnelles
- 2011 : Grotesque Tactics 2: Dungeons & Donuts : Professeur Oke et Synthia
- 2011 : Law & Order: Legacies (en) : l'avocate de la défense, la Juge et voix additionnelles
- 2012 : The Walking Dead : Katjaa, Jolene, Linda et Brie
- 2013 : Aliens: Colonial Marines : Susan Faraday
- 2013 : The Walking Dead: 400 Days : Shel et Dee
- 2013 : Grand Theft Auto V : la population locale
- 2014 : TOME: Immortal Arena : Valora
- 2014 : The Wolf Among Us : Kelsey Brannagan
- 2014 : Infamous: Second Son : voix additionnelles
- 2014 : Moebius: Empire Rising (en) : Dominique Freyre
- 2014 : The Walking Dead: Season Two : Shel, Howe's Intercom
- 2014 : Murdered: Soul Suspect : voix additionnelles
- 2014 : WildStar : Granok Female, Torine Sisterhood
- 2014 : Infamous First Light (en) : voix additionnelles
- 2014 : Gabriel Knight: Sins of the Fathers 20th Anniversary Edition : Grace Nakamura
- 2015 : Life Is Strange : Joyce Price, Homeless Woman
- 2015 : Batman: Arkham Knight : Nora Fries (en) (Season of Infamy)
- 2015 : Lego Dimensions : voix additionnelles
- 2015 : Halo 5: Guardians : voix additionnelles
- 2015 : Fallout 4 : Doctor Duff, Doctor Patricia Montgomery
- 2016 : Lego Marvel's Avengers : Laura Barton
- 2016 : Firewatch : Delilah
- 2016 : The Walking Dead: Michonne : Norma et Vanessa
- 2016 : Adrift : Alex Oshima et Elizabeth Hudson
- 2016 : Baldur's Gate: Siege of Dragonspear : Caelar Argent
- 2016 : Naruto Shippuden: Ultimate Ninja Storm 4 : Kaguya Ōtsutsuki (doublage)
- 2017 : Horizon Zero Dawn + The Frozen Wilds : White Teeth Shaman, Furahni, voix additionnelles
- 2017 : The Search : Player
- 2017 : Farpoint: Computer Voice
- 2017 : Agents of Mayhem : MiMi, Pride Trooper
- 2017 : XCOM 2: War of the Chosen: Reaper Soldier
- 2017 : Destiny 2 : Sloane
- 2017 : Middle-earth: Shadow of War : des Humains et des Nazguls
- 2018 : Where the Water Tastes Like Wine : Bertha
- 2018 : Call of Duty: Black Ops 4 : Oracle / Medusa
- 2018 : Lego DC Super-Villains : Lois Lane
- 2018 : Red Dead Redemption 2 : la population locale
- 2018 : Spyro Reignited Trilogy : la Sorcière
- 2018 : Darksiders III : Fury
- 2019 : Days Gone : voix additionnelles
- 2019 : Crash Team Racing: Nitro-Fueled : Ami
- 2019 : Eliza : Maya
- 2020 : Half-Life: Alyx : Olga
- 2020 : Call of the Sea : Norah Everhart
- 2021 : Shin Megami Tensei V : Abdiel
- 2022 : Evil Dead: The Game : Annie Knowby
- 2023 : Starfield : Andreja
- 2023 : American Arcadia (en) : Vivian Walton
- 2023 : The Texas Chain Saw Massacre : Nancy Slaughter / Black Nancy
- 2023 : Hellboy Web of Wyrd (en) : Verdandi